# ガブリエル・デ・レンカストレ (第7代アヴェイロ公爵)
ガブリエル・デ・レンカストレ（Gabriel de Lencastre, 7º Duque de Aveiro, 1667年8月9日 - 1745年6月23日）は、スペイン生まれのポルトガル貴族。第7代アヴェイロ公爵。
スペイン貴族の第6代アルコス公爵マヌエル・ポンセ・デ・レオンと、ポルトガルからの政治亡命者の女性マリア・デ・グアダルーペ・デ・レンカストレ・イ・カルデナス・マンリーケの間の次男ガブリエル・ポンセ・デ・レオン・イ・レンカストレ（Gabriel Ponce de León e Lencastre）として生まれた。ポルトガル語の正式な姓名はガブリエル・デ・レンカストレ・ポンセ・デ・レオン・マンリーケ・デ・ララ・カルデナス・ジロン・イ・アラゴン（Gabriel de Lencastre Ponce de León Manrique de Lara Cardenas Giron e Aragão）。幼少期、母は父と離別して故国ポルトガルに戻り、先祖代々のアヴェイロ公爵領を相続した。兄ホアキンが父のアルコス公爵位を継ぐ一方、ガブリエルは母のアヴェイロ公爵位を継ぐことが取り決めされた。
スペイン王カルロス2世からバーニョス公爵（Duque de  Baños）位を授けられ、スペイン軍に所属してカタルーニャ・フランドル両地方での戦闘に参加している。1715年母の死でアヴェイロ公爵位を相続、ポルトガルに移住するが、生涯独身で子のないまま死去。後継者の座は、兄の子のドン・アントニオ・ポンセ・デ・レオンと、ポルトガル貴族でアヴェイロ公爵家の親族の1人第5代グヴェイア侯爵の間で係争状態となったが、最終的に後者が獲得した。